# Ehrenburg
Ehrenburg är en kommun och ort i Landkreis Diepholz i förbundslandet Niedersachsen i Tyskland. 
De tidigare kommunerna Schweringhausen, Stocksdorf och Wesenstedt uppgick i kommen Schmalförden den 1 mars 1974. Namnet på den utökade kommen ändrades till det nuvarande 27 april 1976.
Kommunen ingår i kommunalförbundet Samtgemeinde Schwaförden tillsammans med ytterligare fem kommuner.